# Armando Vajushi
Armando Vajushi est un footballeur international albanais, né le 3 décembre 1991 à Shkodër en Albanie. Il évolue au poste de milieu de terrain.

## Biographie

### Chievo Verona
Le 1er février 2015, Vajushi signe avec l'équipe italienne Chievo Verona et est le deuxième joueur albanais à rejoindre l'Italie lors du mercato hivernal, après Andi Lila transféré à Parme.

### Pro Vercelli
Armando Vajushi rejoint le club italien FC Pro Verceil 1892 le 20 juillet 2016.

### Teuta Durrës
Le 4 février, Vajushi rejoint le KF Teuta Durrës en Albanie pour le reste de la saison 2018-2019.

### International
Il joue son premier match en équipe d'Albanie le 20 juin 2011, en amical contre l'Argentine (défaite 4-0 à Buenos Aires). Il marque son premier but le 8 juin 2014, en amical contre Saint-Marin (victoire 0-3 à Serravalle).

## Carrière
| Saison                | Club                   | Championnat                     | Championnat | Championnat | Coupe(s) nationale(s) | Coupe(s) nationale(s) | Compétition(s) continentale(s) | Compétition(s) continentale(s) | Compétition(s) continentale(s) | Albanie | Albanie | Total | Total |
| Saison                | Club                   | Division                        | M.          | B.          | M.                    | B.                    | Comp.                          | M.                             | B.                             | M.      | B.      | M.    | B.    |
| 2009 - 2010           | Vllaznia Shkodër       | Kategoria Superiore             | 11          | 0           | 1                     | 0                     | C3                             | 2                              | 0                              | -       | -       | 14    | 0     |
| 2010 - 2011           | Vllaznia Shkodër       | Kategoria Superiore             | 32          | 3           | 5                     | 1                     | -                              | -                              | -                              | 1       | 0       | 38    | 4     |
| 2011 - 2012           | Vllaznia Shkodër       | Kategoria Superiore             | 12          | 5           | 4                     | 4                     | C3                             | 4                              | 1                              | -       | -       | 20    | 10    |
| 2011 - 2012           | Litex Lovech           | A Professionnal Football League | 11          | 1           | 1                     | 0                     | -                              | -                              | -                              | -       | -       | 12    | 1     |
| 2012 - 2013           | Litex Lovech           | A Professionnal Football League | 30          | 9           | 6                     | 1                     | -                              | -                              | -                              | 3       | 0       | 39    | 10    |
| 2013 - 2014           | Litex Lovech           | A Professionnal Football League | 30          | 10          | 3                     | 1                     | -                              | -                              | -                              | 2       | 1       | 35    | 12    |
| 2014 - 2015           | Litex Lovech           | A Professionnal Football League | 14          | 2           | 2                     | 2                     | C3                             | 4                              | 0                              | -       | -       | 20    | 4     |
| 2014 - 2015           | Chievo Verona          | Serie A                         | -           | -           | -                     | -                     | -                              | -                              | -                              | -       | -       | 0     | 0     |
| 2015 - 2016           | Livourne Calcio (prêt) | Serie B                         | 22          | 0           | -                     | -                     | -                              | -                              | -                              | -       | -       | 22    | 0     |
| 2016 - 2017           | Pro Verceil 1892       | Serie B                         | 9           | 1           | 1                     | 0                     | -                              | -                              | -                              | -       | -       | 10    | 1     |
| 2017 - 2018           | Pro Verceil 1892       | Serie B                         | 13          | 1           | -                     | -                     | -                              | -                              | -                              | -       | -       | 13    | 1     |
| 2017 - 2018           | Livourne Calcio (prêt) | Serie B                         | 9           | 1           | -                     | -                     | -                              | -                              | -                              | -       | -       | 9     | 1     |
| 2018 - 2019           | KF Teuta Durrës        | Kategoria Superiore             | 9           | 0           | 1                     | 0                     | -                              | -                              | -                              | -       | -       | 10    | 0     |
| Total sur la carrière | Total sur la carrière  | Total sur la carrière           | 203         | 33          | 25                    | 9                     | -                              | 10                             | 1                              | 6       | 1       | 244   | 44    |